# Anna Watkins
Anna Rose Watkins, nata Bebington (Leek, 13 febbraio 1983), è una canottiera britannica, vincitrice della medaglia d'oro nel 2 di coppia a Londra 2012 insieme a Katherine Grainger.

## Palmarès
- Giochi olimpici

Pechino 2008: bronzo nel 2 di coppia.
Londra 2012: oro nel 2 di coppia.
- Campionati del mondo di canottaggio

2007 - Monaco di Baviera: bronzo nel 2 di coppia.
2009 - Poznań: argento nel 2 di coppia.
2010 - Lago Karapiro: oro nel 2 di coppia.
2011 - Bled: oro nel 2 di coppia.